# Старосафаровское сельское поселение
Старосафаровское се́льское поселе́ние — муниципальное образование в Актанышском районе Татарстана Российской Федерации.
Административный центр — село Старое Сафарово.

## История
Статус и границы сельского поселения установлены Законом Республики Татарстан от 31 января 2005 года № 13-ЗРТ «Об установлении границ территорий и статусе муниципального образования "Актанышский муниципальный район" и муниципальных образований в его составе».

## Население
| 2010  | 2011  | 2012  | 2013  | 2014  | 2015  | 2016  |
| ----- | ----- | ----- | ----- | ----- | ----- | ----- |
| 1119  | ↘1118 | ↘1093 | ↘1086 | ↘1082 | ↘1051 | ↘1013 |
| 2017  | 2018  | 2019  | 2020  |       |       |       |
| ↘1003 | ↘975  | ↘966  | ↘959  |       |       |       |

## Состав сельского поселения
| № | Населённый пункт    | Тип населённого пункта       | Население |
| - | ------------------- | ---------------------------- | --------- |
| 1 | Старое Кадырметьево | деревня                      |           |
| 2 | Старое Сафарово     | село, административный центр |           |
| 3 | Терпеле             | посёлок                      |           |